# Pedro Castro
Pedro Henrique de Castro Silva, noto semplicemente come Pedro Castro (Volta Redonda, 5 febbraio 1993), è un calciatore brasiliano, centrocampista del Remo.

## Palmarès

### Club

#### Competizioni nazionali
- Campeonato Brasileiro Série B: 2

Botafogo: 2021
Cruzeiro: 2022

#### Competizioni statali
- Campionato Pernambucano: 1

Santa Cruz: 2015
- Campionato Catarinense: 1

Avaí: 2019